# كوليوفورا أنجوليفيريلا
فراشة كوليوفورا أنجوليفيريلا الاسم العلمي (Coleophora anguliferella)هي فراشة من فصيلة حاملات الأكياس المستوطنة في دولة ليبيا